# Laberlière

Laberlière este o comună în departamentul Oise, Franța. În 1 ianuarie 2022 avea o populație de 200 de locuitori.